# Estadi Loftus Versfeld
L'Estadi Loftus Versfeld és un estadi de futbol situat a Pretòria a Sud-àfrica que fou seu de la Copa del Món de futbol 2010 i on es disputaren cinc partits de la primera fase i un de vuitens. La seva capacitat total és de 51.762 espectadors. L'any 2008 es va remodelar per albergar la Copa del Món.

## Copa del món de futbol de 2010
Partits del torneig que es jugaran a l'estadi:
Primera fase
- 13 de juny:  Sèrbia -  Ghana.
- 16 de juny:  Sud-àfrica -  Uruguai.
- 19 de juny:  Camerun -  Dinamarca.
- 23 de juny:  Estats Units -  Algèria.
- 25 de juny:  Xile -  Espanya.

Vuitens de final
| Paraguai                                       | 0 - 0 | Japó                           |
| ---------------------------------------------- | ----- | ------------------------------ |
|                                                | Fitxa |                                |
| Tanda de penals                                |       |                                |
| Barreto · Barrios · Riveros · Valdez · Cardozo | 5 – 3 | Endō · Hasebe · Komano · Honda |